# インドボダイジュ
インドボダイジュ（印度菩提樹、学名: Ficus religiosa、梵: pippala または aśvattha）は、クワ科イチジク属の植物の一種。インド中部や北部の風土や文化によく根づいており、仏教徒、ヒンドゥー教徒、ジャイナ教徒にとって聖なる木とされる。仏教の発祥地であるインドの国花になっている。「仏教三霊樹」のひとつで、仏教の経典にはテンジクボダイジュ（天竺菩提樹）の別名を持つ。
リンネの『植物の種』(1753年) で記載された植物の一つである。

## 特徴

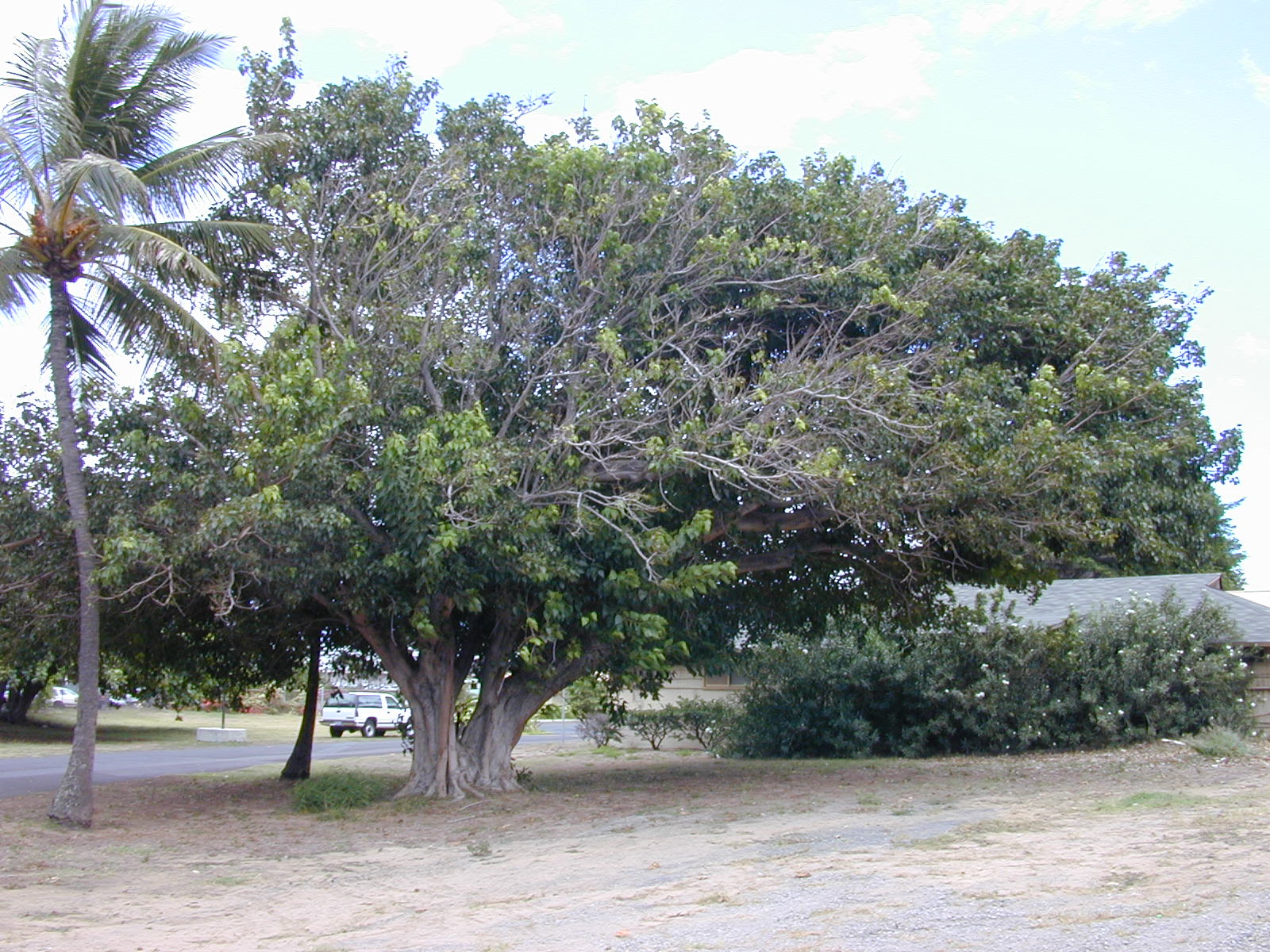
インドボダイジュ（マウイ島カフルイ）

熱帯地方では高さ30メートル (m) に生長する高木。成長が早く、木の寿命は数千年といわれている。本来は落葉性であるが、常に多湿なところでは常緑となる。若木の樹皮は滑らかで、うっすらと横縞があるが、老化するにつれてまだら状に裂けて縦に溝が入り、基部が広く張り出してくる。しばしば気根が出て、木の強度と安全性を高め、他の動物などの隠れ家にもなる。
葉は長さ15 - 18センチメートル (cm) の円状卵形から三角状のハート形で、先端が細長く突き出すように伸びて尾状になるのが特徴である。葉身の表面は光沢のある明るい緑色、裏側は光沢のない薄い緑色である。成長した葉は革質になり、黄緑色の葉脈がよく目立つ。4月ごろの芽生えのときは、朱色や銅色、ピンク色の若葉が萌えだし、真冬に落葉する。若菜のときに葉色が薄いのは、草食動物に食べられてしまう可能性を低くするためで、赤い色は食草にする昆虫に見えにくくする効果があるといわれる。葉柄が長く柔軟であるので、わずかな風でも大きくそよいで、特徴的な葉ずれの音が聞こえる。
他のイチジク属植物と同様に、他肉質で袋状の球形をした花嚢（かのう）が枝につき、花嚢の内側に無数の小さな花が咲く。花嚢にはイチジクコバチ属のハチが共生しており、ハチが花粉を運んで受粉する。受粉すると花嚢が肥大してサクランボほどの大きさの果嚢となり、黄緑色から濃紫色を経て、黒色に熟す。果嚢をほとんどの人が食用にすることはないが、ムクドリやコウモリが好んで食べて、湿り気のある木の割れ目などに種子を落として発芽させる。
他のイチジク属と同様、絞め殺しの木となることがある。耐寒性が弱く元来は日本で育てるには温室が必要であるが、近年では地球温暖化の影響で、関東以南の温暖な地域では路地植えで越冬できたり、または鉢植えの観葉植物として出回っている。先述の通り原産地のインドが仏教発祥の地であることから仏教を信仰する国々で広く栽培されている。温帯地方の日本では、各地の仏教寺院では本種の代用としてシナノキ科の植物のボダイジュがよく植えられている。そのためボダイジュが「菩提樹」であるかのように誤解されることが多いが、本種が仏教聖樹の「菩提樹」である。

## 分布
原産地はパキスタンからミャンマーにかけての地域である。インドから東南アジアにかけて広く分布。

## 諸言語における呼称
- 英語: sacred fig、peepul[6]、bo tree、pipal tree[7]
- 中国語：菩提樹[1]

### 南アジア
インド:
- サンスクリット: अश्वत्थ (aśvattha-)、पिप्पल (pippala-)、कुञ्जराशन (kunjarāśana-)〈象の食べ物〉、चलदल (caladala-)〈葉がそよぐもの〉、प्लक्ष (plakṣa-)[8]

インドおよびバングラデシュ:
- ベンガル語: অশ্বত্থ (/ɔʃwɔtːʰɔ/ オシュウォット あるいは /ɔʃːɔtʰːɔ/ オッショット)、পিপ্পল (/pipːɔl/ ピッポル)、প্লক্ষ (/plokːʰɔ/ プロッコ)、চলদল (/cɔlɔdɔl/ チョロドル)、অশোত (/ɔʃot/ オショト)、আশোত (/aʃot/ アショト)、পিপলী (/pipɔli/ ピポリ)、মঙ্গল্য (/moŋɡolːɔ/ モンゴッロ)、শ্রীবৃক্ষ (/sɾibɾikːʰɔ/ スリブリッコ)[8][9] - 左記のほか পিপুল (/pipul/ ピプル) をインドボダイジュのこととする資料も存在する[10]が、これはサンスクリットの語源本来の意味ではヒハツのことを指す[8][9]。

スリランカ:
- シンハラ語: බෝ (bō)、බෝගහ (bō-gaha)、බෝදුම (bōduma)、බෝධි (bōdhi)、අශ්වත්ථ (aśvattha)、ප්ලක්ෂ (plakṣa)、චෛත්‍ය වෘක්ෂ (caitya-vr̥kṣa)、මඩලපත් (maḍala-pat)、සසලදල (sasaladala)[11]

### 東南アジア
ミャンマー:
- ビルマ語: ညောင်ဗောဓိ[12] ([ɲàʊm bɔ́dḭ] ニャウンボーディ)、ညောင်ဗုဒ္ဓဟေ[12] ([ɲàʊm boʷʔdəhè] ニャウンボウッダヘー)、ဗောဓိပင်[13] ([bɔ́dḭ bɪ̃̀] ボーディビン)

## 仏教三大聖樹
無憂樹・沙羅双樹 と並び 仏教三大聖樹（仏教三霊樹）の一つ。釈迦（ガウタマ・シッダールタ）が、インドボダイジュの木陰で瞑想をしているときに悟り（菩提）を開いたとされる。現在、この場所はインド北東部のビハール州にあるブッダガヤといわれており、大きな寺院が建ち、聖なる菩提樹もある。釈迦が瞑想したというインドボダイジュの木はすでに失われているが、紀元前288年にこの木の枝をスリランカのアヌラダプラに持っていき挿し木したものがあるため、その枝をインドに持ってきて挿し木をしたとされる。
- 無憂樹 （マメ科）：釈迦が生まれた所にあった木[5]
- 印度菩提樹（クワ科）：釈迦が悟りを開いた所にあった木
- 沙羅双樹（フタバガキ科）：釈迦が亡くなった所にあった木[5]

## ヒンドゥー教の聖樹
ヒンドゥー教の中心をなす3大神、ブラフマー、シヴァ、ヴィシュヌの神がインドボダイジュと密接な関係にあり、土曜日に女性が木の幹の周りに紐を結ぶと女神ラクシュミーから多くの子供と富を授かると信じられている。さらにインドボダイジュがインドセンダン（Azadirachta indica）に絡まることは、特別な吉とされ、この木のカップルのために象徴的な結婚式が執り行われたり、その場所に神殿がなければ新たに神殿が建設されたりもした。